# Parigi-Tours Espoirs 2009
La Parigi-Tours Espoirs 2009, sessantasettesima edizione della corsa e valida come evento dell'UCI Europe Tour 2009 categoria 1.2, riservata agli Under 23, si svolse l'11 ottobre 2009 su un percorso di 179 km. Fu vinta dal francese Mathieu Halleguen che giunse al traguardo con il tempo di 4h03'02".
Al traguardo 64 ciclilsti portarono a termine il percorso.

## Ordine d'arrivo (Top 10)
| Pos. | Corridore           | Squadra       | Tempo    |
| ---- | ------------------- | ------------- | -------- |
| 1    | Mathieu Halleguen   | Côtes d'Armor | 4h03'02" |
| 2    | Kris Boeckmans      | Davo-Lotto    | a 5"     |
| 3    | Nicolas David       | Côtes d'Armor | s.t.     |
| 4    | Vincent Dauga       | Sud Gascogne  | s.t.     |
| 5    | Mickael Jeannin     | CC Etupes     | s.t.     |
| 6    | Tony Hurel          | Vendée U      | s.t.     |
| 7    | Yann Moritz         | Vendée U      | s.t.     |
| 8    | Pierre-Luc Perichon | SCO Dijon     | s.t.     |
| 9    | Loïc Desriac        | Francia       | a 8"     |
| 10   | Thomas Welter       | Est Haguenau  | a 15"    |